# Джираче, Гайя
Гайя Джираче (итал. Gaia Girace, род. 21 октября 2003, Вико-Экуенсе, Кампания) — итальянская актриса. Наиболее известна по роли Раффаэллы «Лилы» Черулло в телесериале канала HBO «Моя гениальная подруга».

## Биография
Гайя Джираче выросла в Вико-Экуэнсе, городе в провинции Неаполь. Её отец - юрист, а мать работает в страховой компании. Она училась в лицее в Мета.
В возрасте 13 лет Джираче начала посещать уроки актерского мастерства. Вскоре после этого она прошла прослушивание в сериал «Моя гениальная подруга», в который набирали актрис из Неаполя. Она прошла 7 месяцев прослушиваний и была выбрана на роль Лилы Черулло из 10 000 девочек.

## Фильмография

### Фильмы
| Год  | Название   | Роль  |
| ---- | ---------- | ----- |
| 2021 | Святые     | Мария |
| 2023 | Подсолнухи | Лючия |

### Сериалы
| Год         | Название               | Роль                     | Примечание |
| ----------- | ---------------------- | ------------------------ | ---------- |
| 2018 — 2022 | Моя гениальная подруга | Раффаэлла «Лила» Черулло | 21 серия   |
| 2022        | Фаворитка короля       | Екатерина Медичи         | 2 серии    |
| 2023        | Хорошие матери         | Дениз Коско              | 5 серий    |